# Distichia pumila
Distichia pumila là một loài Rêu trong họ Neckeraceae. Loài này được (Hedw.) Brid. miêu tả khoa học đầu tiên năm 1827.